# Павзий
Павзий (на старогръцки: Παυσίας, Pausias, * ок. 390 пр.н.е. в Сикион) е древногръцки художник през 4 век пр.н.е. от Сикионското художествено училище на Памфил.
Той е съученик на Апелес и Мелантий. Рисува картина на своята любима Гликера как прави венец.
Лукул плаща два таланта за едно повторение на тази картина. Гьоте пише стихотворението „Der neue Pausias und sein Blumenmädchen“.